# Azra Bašić
Azra Bašić geborene Alešević (* 22. Juni 1959 in Rijeka, FV Jugoslawien) ist eine bosniakisch-kroatische Kriegsverbrecherin. Als Aufseherin des Lagers Derventa und Mitglied einer paramilitärischen Einheit, die der kroatischen Hrvatsko vijeće obrane (HVO) unterstellt war, verübte sie während des Bosnienkriegs Kriegsverbrechen und Verbrechen gegen die Menschlichkeit, darunter die Folter und Ermordung serbischer Zivilisten im Lager in Derventa, in dem bis zu 400 Menschen interniert waren. Gegen Bašić lag seit 2006 ein internationaler Haftbefehl von Interpol vor, in dem sie der Kriegsverbrechen beschuldigt wurde. Nachdem sie sich mehrere Jahre lang einer Verhaftung entziehen konnte, wurde sie 2011 in den USA festgenommen. Ende 2016 erfolgte ihre Auslieferung an Bosnien-Herzegowina. Am 27. Dezember 2017 verurteilte sie ein Gericht in Sarajevo zu einer Freiheitsstrafe von 14 Jahren.

## Hintergrund
Azra Bašić wurde als „Azra mit den zwei Messern“ für die ihr zur Last gelegten Verbrechen in den Lagern von Derventa berüchtigt. 2011 wurde sie nach langer Fahndung in den USA, in der Stadt Stanton 45 Kilometer von Lexington in Kentucky festgenommen und der Kriegsverbrechen beschuldigt. Sie soll den US-Gerichtsakten zufolge an den Gefangenen schwere Gräueltaten verübt haben und mindestens einen Mann brutal ermordet haben. Anschließend soll sie andere Gefangene gezwungen haben, das Blut der Leiche zu trinken. Darüber hinaus soll sie Gefangene gezwungen haben, Benzin zu trinken. Einen Internierten soll sie bei lebendigem Leib angezündet haben.
Nachdem bosnische Behörden Azra Bašić auf der Grundlage langwieriger forensischer Untersuchungen, der Überprüfung von Dokumenten und mithilfe von Zeugenaussagen im Jahr 2001 identifiziert hatten, begann man eine Anklage gegen Bašić vorzubereiten. Das FBI und Interpol machten Bašić 2004 ausfindig und stellten 2006 einen internationalen Haftbefehl gegen sie aus. 2007 erhielt die USA ein formelles Auslieferungsersuchen nach einer Beschwerde beim US-Bundesgericht durch die bosnische Regierung. Nachdem weitere Beweise dem Bundesgericht übermittelt wurden, verhaftete man Bašić 2011. Seitdem stand sie unter Arrest. Ende 2016 erfolgte ihre Auslieferung an Bosnien-Herzegowina. Ihr Prozess begann im Januar 2017 in Sarajewo.
Wegen Kriegsverbrechen im Bosnien-Konflikt wurde Bašić als ehemalige Angehörige des kroatischen Militärs am 27. Dezember 2017 zu 14 Jahren Gefängnis verurteilt. Das Gericht in der bosnischen Hauptstadt Sarajevo befand sie für schuldig, im April 1992 im Norden Bosniens Verbrechen an bosnisch-serbischen Zivilisten begangen zu haben.